# Yelli, Güdül
Yelli là một xã thuộc huyện Güdül, tỉnh Ankara, Thổ Nhĩ Kỳ. Dân số thời điểm năm 2011 là 175 người.